# Leïla Chaibi
Leïla Chaibi (Dijon, 5 de outubro de 1982) é uma política francesa eleita deputada ao Parlamento Europeu em 2019.

## Infância e educação
Leïla Chaibi formou-se no Instituto de Estudos Políticos de Toulouse. Então, ela aproximou-se de redes militantes apreciadoras de modos de acção simbólicos com forte ressonância na mídia, como a Génération précaire ou Jeudi noir. Ela é uma das fundadoras do coletivo l'Appel et la Pioche, conhecido especialmente pelos piqueniques "reapropriados" em supermercados.

## Carreira política
Longe das organizações políticas clássicas, foi em 2009 que ela se juntou ao Novo Partido Anticapitalista ao lado de Olivier Besancenot. Ela deixou este partido em fevereiro de 2011 para ingressar no Partido de Esquerda e tornou-se a secretária nacional do Partido de Esquerda para a abolição da precariedade.
Membro do Conselho Nacional da Campanha do Partido de Esquerda para as Eleições Presidenciais de 2012, ela treinou Jean-Luc Mélenchon para a agência de rating Moody's.
Em 2012, ela foi candidata às eleições legislativas no 10º círculo eleitoral de Paris. Para as eleições municipais de 2014, ela foi candidata do Partido de Esquerda à prefeitura do 14º distrito de Paris.
Em 2016, ela participa do Nuit debout. Em 2017, ela foi candidata às eleições legislativas no 10º círculo eleitoral de Paris pelo partido França Insubmissa. Na primeira volta ele obteve 14,62% dos votos, na 2ª posição, e é derrotada na 2ª volta com 39,89% dos votos.
Durante as eleições para o Parlamento Europeu de 2019, ela ocupou o terceiro lugar na lista de candidatos do partido França Insubmissa.